# Charles Howard Hinton
Charles Howard Hinton   (Regne Unit, 1853 - Washington DC, 30 d'abril de 1907) va ser un escriptor i matemàtic anglès..

## Vida i Obra
El seu pare, James Hinton, era un cirurgià que va evolucionar cap a filòsof, amb idees ètiques molt radicals: per exemple, era defensor de la poligàmia. Charles Howard Hinton va estudiar al Balliol College de la universitat d'Oxford, mentre donava classes al Cheltenham College. Es va graduar a Oxford el 1877 i de 1881 a 1886 va ser professor de ciències al Uppingham College de Rutland, mentre treballava en la seva tesi de master que li va ser atorgat el 1886. Durant aquesta època va editar els treballs pòstums del seu pare i va començar a publicar la seva pròpia obra que li va valer la general aprovació a les revistes científiques més importants.
El 1880 s'havia casat amb Mary Ellen Boole, filla de George Boole, però el 1883, amb nom fals, es va tornar a casar amb Maud Florence, cosa que el va portar a enfrontar un procés judicial per bigàmia que el va portar a la presó de Pentonville per uns dies.
El 1887, amb la seva dona, Mary Ellen Boole, i els seus quatre fills, van abandonar Anglaterra per traslladar-se al Japó i, uns anys després, sobre 1892, als Estats Units. Als Estats Units, va ser professor de les universitats de Princeton i de Minnesota, fins al 1900 en que va començar a treballar al Observatori Naval dels Estats Units de Washington DC. Els darrers anys de la seva vida va estar treballant a la Oficina de Patents dels Estats Units, fins que va morir sobtadament el 1907. Durant la seva estança as Estats Units va mantenir un perfil baix.
L'obra de Hinton és de difícil classificació. Com va dir Jorge Luis Borges el 1941:
| «                                                     | (castellà) Si no me engaño, Edith Sitwell es autora de un libro titulado The English Eccentrics. Nadie con más derecho a figurar en sus hipotéticas páginas que Charles Howard Hinton. Otros buscan y logran no pocas veces la nombradía; Hinton casi ha logrado la tiniebla. No es menos misterioso que su obra. | (català) Si no vaig errat, Edith Sitwell és autora d'un llibre titulat The English Eccentrics. Ningú hi ha amb més dret a figurar a les seves pàgines que Charles Howard Hinton. Altres cerquen i, no poques vegades, aconsegueixen la notorietat; Hinton gairebé ha aconseguit l'absoluta obscuritat. No és menys misteriós que la seva obra. | » |
| — Jorge Luís Borges, La Biblioteca de Papel: prólogos | | |   |

En el seu primer article publicat (1880) abordava el tema de definir matemàticament la quarta dimensió. Els seus treballs posteriors (1883-1886), recollits en una obra en dos volums titulada Scientific Romances, són una barreja d'assajos científics i literatura de ciència-ficció. La seva tesi central és que la intuïció del hiperespai es veu obstaculitzada pels marcs científics epistemològics preexistents per entendre el món.